# Eidfjordvatnet
Eidfjordvatnet er en sø som ligger i Eidfjord kommune i Vestland fylke i Norge. Fjorden fylder hele dalen mellem Eidfjord og Øvre Eidfjord. Floderne Bjoreio og Veig løber ud i Eidfjordvatnet, og den har afløb i korte men vandrige elv Eio som løber fra Eidfjordvatnet og ud i Eidfjorden, der er den inderste del af Hardangerfjorden.